# Enicospilus heinrichi
Enicospilus heinrichi là một loài tò vò trong họ Ichneumonidae.